# 박송열
박송열(1981년 5월 1일~)은 대한민국의 영화 감독, 영화 각본가, 배우이다.
대리운전사 일을 하는 청년의 일상을 따라가는 <밤과꿈>은 첫 번째 연출작품으로 2013년 서울독립영화제 경쟁부문에 상영되었다.

## 학력
- 용인대학교 영화영상학과

## 작품

### 주요 영화
- 2013년  (밤과 꿈) - 감독, 각본, 편집, 제작
- 2018년  (가끔 구름) - 감독
- 2022년 - 낮에는 덥고 밤에는 춥고 - 감독, 출연

## 수상
- 2014 4회 충무로 단편,독립영화제 비경쟁부문-각본상 (밤과 꿈)
- 2018 18회 전북독립영화제 다부진상(우수상) (가끔 구름)
- 2021 26회 부산국제영화제 KBS독립영화상 (낮에는 덥고 밤에는 춥고)
- 2021 26회 부산국제영화제 크리틱b상 (낮에는 덥고 밤에는 춥고)
- 2021 47회 서울독립영화제 최우수장편상 (낮에는 덥고 밤에는 춥고)
- 2022 10회 무주산골영화제 영화평론가상 (낮에는 덥고 밤에는 춥고)
- 2023 24회 부산영화평론가협회상 신인감독상 (낮에는 덥고 밤에는 춥고)